# リベンジ・オブ・ザ・グリーン・ドラゴン
『リベンジ・オブ・ザ・グリーン・ドラゴン』（Revenge of the Green Dragons）は、2014年のアメリカ合衆国の犯罪映画。香港出身のアンドリュー・ラウ監督、マーティン・スコセッシ製作総指揮。
1980年代から1990年代にかけてニューヨークで暗躍した中国系ギャング「The Green Dragons」の実話をもとに映画化している。

## ストーリー
アメリカ合衆国・ニューヨークのクイーンズに中国から密入国したソニーは、スティーブンとともにクイーンズのチャイナ・タウンを拠点とするギャング団「青龍（グリーン・ドラゴン）」のメンバーとなる。
ソニーは組織の中でのし上がっていくが、抗争の中でスティーブンが誤って白人を殺したことをきっかけに中国人ギャングへの警察の取締が始まり、さらに恋人のティナが父親を助けるために司法取引を持ちかけたことから組織から狙われてしまう。

## キャスト
- ソニー - ジャスティン・チョン
- スティーブン - ケビン・ウー
- ティナ - シューヤ・チャン
- マイケル・ブルーム捜査官 - レイ・リオッタ
- ポール - ハリー・シャム・ジュニア
- テディ - ジョン・キット・リー
- チャン - レオナルド・ウー
- タン捜査官 - MC・ジン（英語版）
- 蛇頭の女ボス - ユージーナ・ユアン（英語版）